# Maria Pi i Sunyer
Maria Pi i Sunyer, també coneguda com a Roser de Lacosta (Barcelona, 16 de desembre de 1883 - ibídem, 20 de novembre de 1912), fou una escriptora i traductora catalana.

## Biografia
La trajectòria vital i literària de Maria Pi gira al voltant de dos punts geogràfics: Barcelona i Roses. Els seus pares, Jaume Pi i Sunyer i Carolina Sunyer i Quintana, eren empordanesos de Roses i es van traslladar a viure a Barcelona. Maria Pi va néixer l'any 1883 al segon pis d'una casa del Pla de la Boqueria, al xamfrà amb el carrer de l'Hospital, sobre la drogueria Dalmau i Oliveras. Va estudiar al col·legi de les Dominiques de la Presentació. La família va canviar en diverses ocasions de domicili: es van traslladar al Consell de Cent, entre el passeig de Gràcia i Pau Claris; a la primavera de 1897, al carrer Major de Roses, perquè amb els aires de mar la salut del pare millorés. Però la mort d'aquest va representar una batzegada anímica i econòmica. Mare i fills van tornar a Barcelona, a un pis modest del carrer de València. Per tal que Maria i la seva germana petita, Pilar, es refessin dels problemes de salut, van anar a viure una temporada a Vallvidrera. Després de la mort de Pilar, van tornar a una Barcelona molt activa a nivell cultural, a la rambla de Catalunya, entre el carrer de la Diputació i Consell de Cent. Els estius, els passaven a Roses, a casa dels avis materns.
El 28 de maig de 1902, Maria Pi, amb divuit anys, es va casar amb Lluís Sunyer i Molinas, de vint-i-tres, fill de l'altra branca materna, a qui havia conegut a Roses. El jove matrimoni va anar a viure a un pis del carrer de les Corts de Barcelona, amb la mare i els germans d'ella. Com que va caure malalt Lluís Sunyer, es van haver de desplaçar novament a Roses (Pi va establir llavors amistat amb l'actriu italiana Teresa Mariani, que hi havia anat a passar dos mesos). El 1906 van morir el seu marit i la seva mare (a Barcelona, el 22 de setembre). Maria Pi, els seus dos fills –Jaume i Irene– i els seus germans petits –Carles i Santiago– van retornar a la capital catalana, a un pis del carrer d'Aragó, entre la Rambla de Catalunya i el carrer de Balmes.
Les traduccions es convertirien a partir d'aquest moment en una font d'ingressos imprescindible i necessària per a Pi i la seva família. Era una lectora incansable de Pereda, Alarcón, Valera, Pardo Bazán, Galdós, Campoamor i, sobretot, de novel·les franceses, a més d'una apassionada del teatre, del cinema, de la música (tocava el piano), de l'obra de d'Annunzio, autor que va influir notablement en el seu estil literari, de la revista londinenca The Studio i de la publicació parisenca Fémina. La directora de la revista barcelonina Feminal, Carme Karr, va descobrir en Maria Pi una persona de confiança i un esperit artístic d'una gran sinceritat. Pi hi va ocupar càrrecs de responsabilitat i va publicar-hi tres contes, articles signats i unes quantes notes i alguns reportatges sense signar. En alguns dels seus escrits va utilitzar el pseudònim de «Roser de Lacosta». A través de Feminal, va establir amistat amb la pintora Maria Oller, filla de Narcís Oller, amb la novel·lista i marquesa italiana Maria Majocchi Plattis (Jolanda) i amb l'activista Rosalia Gwis Adami, directora de la revista La vita internazionale. També va col·laborar de manera assídua amb el periòdic de Palafrugell La Crònica, amb contes curts, comentaris d'actualitat, sobre problemes socials, sobretot l'educació femenina.
Maria Pi, d'arrel tradicional i conservadora, va ser una de les primeres feministes catalanes. Va estudiar per a professora de piano i també per a mestra, títol que va aconseguir poques setmanes abans de morir. Un dels eixos temàtics centrals de la seva obra, inèdita, és el mar.